# ニュートラリーノ
ニュートラリーノ（英: neutralino）は、超対称性理論によって存在が予想されているマヨラナ粒子。予測される質量は陽子の質量の30～5000倍。

## 概要
超対称性理論は全てのフェルミ粒子にはボース粒子の超対称パートナーが、また全てのボース粒子にはフェルミ粒子の超対称パートナーが存在するはずだとしている。電荷を持たないボース粒子に対する超対称パートナーであるズィーノ（Z粒子のパートナー）、フォティーノ（光子のパートナー）、中性ヒグシーノ（中性ヒッグス粒子のパートナー）は同じ量子数を持つので混合状態を作り、これがニュートラリーノと呼ばれるフェルミ粒子である。一方、電荷をもつボース粒子のパートナーはチャージーノと呼ばれるフェルミ粒子を作る。
ニュートラリーノは、弱い相互作用と重力相互作用にのみ関わるので，存在したとしても観測は困難である。また、最も軽いニュートラリーノは安定な粒子であると考えられる。
なお、もしも超対称性理論が実際に成立しているとすれば、標準模型における各素粒子に対応する超対称パートナー粒子が存在して追加されるので素粒子の種類は倍となるはずであるが、現在までのところ実験では超対称粒子はひとつも発見されていない。
検討中のWIMPでは、最も軽い電気的に中性な超対称性粒子であるニュートラリーノが冷たい暗黒物質（ダークマター）の最有力候補と言われている。
ニュートラリーノの詳細な性質は、それを構成する成分（ズィーノ、フォティーノ、中性ヒグシーノ）の混合比率に依存する。